# Charline van Snick
Charline van Snick (Liegi, 2 settembre 1990) è una judoka belga, vincitrice della medaglia di bronzo nei 48 kg ai Giochi olimpici di Londra 2012.

## Palmarès
- Giochi olimpici

Londra 2012: bronzo nei 48 kg.
- Mondiali

Rio de Janeriro 2013: bronzo nei 48 kg.
- Europei

Vienna 2010: bronzo nei 48 kg.
Čeljabinsk 2012: argento nei 48 kg.
Budapest 2013: argento nei 48 kg.
Kazan' 2016: oro nei 48 kg.
Praga 2020: bronzo nei 52 kg.
- Giochi europei

Baku 2015: oro nei 48 kg.
- Campionati europei juniores

Yerevan 2009: oro nei 48kg.

### Vittorie nel circuito IJF
| Data             | Località   | Paese               | Categoria |
| ---------------- | ---------- | ------------------- | --------- |
| 15 ottobre 2010  | Rotterdam  | Paesi Bassi         | Gran Prix |
| 19 novembre 2011 | Amsterdam  | Paesi Bassi         | Gran Prix |
| 16 dicembre 2011 | Qingdao    | Cina                | Gran Prix |
| 18 febbraio 2012 | Düsseldorf | Germania            | Gran Prix |
| 30 marzo 2013    | Samsun     | Turchia             | Gran Prix |
| 16 ottobre 2014  | Tashkent   | Uzbekistan          | Gran Prix |
| 20 febbraio 2015 | Düsseldorf | Germania            | Gran Prix |
| 26 ottobre 2017  | Abu Dhabi  | Emirati Arabi Uniti | Gran Slam |
| 16 novembre 2018 | L'Aia      | Paesi Bassi         | Gran Prix |